# Fortschrittszahlenprinzip
Das Fortschrittszahlenprinzip ist in der Betriebswirtschaftslehre ein bestimmtes Verfahren zur Ermittlung von Produktions- und Lieferaufträgen, bei dem nur die in einem definierten Zeitraum kumulierten SOLL- und IST-Mengen miteinander verglichen werden. Dieses Verfahren wird vor allem zur Steuerung und Synchronisation der Produktion und Belieferung in der Automobilindustrie und in der Großserienproduktion eingesetzt, bei denen ein kontinuierlicher Bedarf vorhanden ist.

## Fortschrittszahl und Regelkreis
Das Fortschrittszahlprinzip nutzt die Systematik des Regelkreises. Zunächst werden die erforderlichen Produktions- oder Liefermengen auf einer Zeitachse mit definierten Zeitintervallen aufsummiert, wodurch man eine kumulative Kurve erhält. Für jedes Zeitintervall wird dann der Soll-Wert (z. B. zu liefernde Menge) mit den Ist-Werten (tatsächlich gelieferte Menge) verglichen. Entscheidend ist nicht die letzte oder gerade gelieferte oder produzierte Menge, sondern immer nur die bis dahin aufsummierte bzw. kumulierte Menge.
Eine Abweichung zwischen den kumulativen Soll- und Ist-Werten wird durch den folgenden Produktions- oder Lieferauftrag ausgeglichen: Bei einer Überlieferung/Überproduktion wird die nächste Auftragsmenge gekürzt oder der nächste Auftragstermin nach hinten verschoben. Bei einer Unterlieferung/Unterproduktion wird die nächste Auftragsmenge erhöht bzw. der Auftragstermin vorgezogen.
Zur „Beruhigung“ der Produktion und des Materialflusses können Toleranzgrenzen für SOLL-IST-Abweichungen definiert werden, um bei geringen Abweichungen keine neuen Aufträge zu erzeugen; erst wenn die Toleranzgrenze 'überschritten' wird, wird ein neuer Auftrag ausgelöst, ansonsten bleibt der alte Auftrag bestehen.
Das Regelkreisprinzip kann nicht erkennen, ob die Soll-Werte oder die Ist-Werte stimmen, damit kann es zu Materialengpässen oder hohen Überbeständen kommen. Zur Überprüfung des Materialflusses kann aber eine  Alarmmeldung erzeugt werden, die schon frühzeitig auf einen eventuellen Fehler oder ein Problem hinweist. Dazu werden bestimmten Zählpunkten im Materialfluss (z. B. im Lager, Wareneingang oder -ausgang)  Grenzwerte festgelegt, die von den IST-Werten nicht über- oder unterschritten werden dürfen. Ist dies jedoch der Fall, wird eine entsprechende Warnung erzeugt. Der zuständige Mitarbeiter muss dann überprüfen, worauf die Verletzung des Grenzwertes zurückzuführen ist. Diese Abweichung kann richtig sein und nachvollzogen werden, oder es liegt ein Problem im Prozess oder ein Fehler in den Daten bzw. in der Produktdokumentation vor. Beispiele für Fehler: falscher Primärbedarf, ein Stücklistenfehler, keine oder zu späte Datenerfassung, ein Berechnungsfehler, keine oder späte Ausschuss-Erfassung, Einbau von falschen Teilen oder Baugruppen im Produktionsprozess.

## Fortschrittszahl und Zählpunkte
Grundlage des Soll-Ist-Abgleiches sind definierte Zählpunkte entlang der Wertschöpfungskette. Die Zählpunkte grenzen die aufeinanderfolgenden Materialfluss-Intervalle, die auch als 'Kontrollblöcke' bezeichnet werden, voneinander ab. Bei der Definition der Produktions- und Materialflussstruktur muss sichergestellt werden, dass sich die Intervalle nicht überlappen und dass keine Intervalle fehlen.  Bei der Datenerfassung muss zudem sichergestellt werden, dass ein Produkt bzw. Material kein Intervall mehrfach durchläuft und dass kein Intervall ausgelassen wird, weil sonst an diesen Zählpunkten das Produkt bzw. Material doppelt oder nicht gezählt wird und somit die IST-Werte falsch sind.
Die Soll-Bedarfsmengen werden der Reihe nach an den definierten Zählpunkten ermittelt, indem der Bedarf mit Hilfe der Durchlaufzeit von einem Zählpunkt zum nächsten Zählpunkt verschoben wird, so dass man auch für ausgedehnte Produktions- und Lieferketten die Bedarfsmengen konsistent berechnen kann. An den Zählpunkten werden ebenfalls die Ist-Mengen von den  vorbeifließenden Produkten und Material erfasst. Dadurch müssen die SOLL- und IST-Mengen an den aufeinanderfolgenden Zählpunkten (in Richtung Materialbedarf/-verbrauch) kontinuierlich geringer werden, was man an einem 'Fortschrittszahlendiagramm' entsprechend ablesen kann.

## Fortschrittszahl und Lagerbestand
Durch den Vergleich der kumulativen Bedarfsmengen an aufeinanderfolgenden Zählpunkten kann man ermitteln, welche Mengen sich zwischen den Zählpunkten (im Intervall) befinden, wodurch man alle 'Bestände' in der gesamten Produktions- und Transportkette (z. B. den Lagerbestand, den Betriebsumlauf oder Material auf Transport...) transparent darstellen kann. Ein Lagerbestand ergibt sich aus der Differenz zwischen dem kumulativen Lagereingang und kumulativen Lagerausgang und wird vor allem durch die Lagerdurchlaufzeit determiniert. Der Lagerbestand kann über einen zusätzlichen Steuerungsparameter 'Lager-Sicherheitszeit' gezielt beeinflusst werden. Ist die vorgegebene gesamte Lagerdurchlaufzeit größer als die tatsächliche Lagerdauer, entsteht ein physischer Lagerbestand, ist die vorgegebene gesamte Lagerdurchlaufzeit geringer als die tatsächliche Lagerdauer, entsteht ein Engpass bzw. Unterbestand im Lager.
Im Gegensatz zur Brutto-Netto-Rechnung spielt der Lagerbestand beim Fortschrittszahlenprinzip keine Rolle, wird also nicht von dem errechneten Bruttobedarf abgezogen. Für das Fortschrittszahlenprinzip spielt der jeweilige Lagerbestand keine Rolle, vielmehr wird nur die Differenz zwischen dem kumulativen Soll und dem kumulativen Ist am Lagereingang bzw. am Wareneingang betrachtet.
Beim Fortschrittszahlenprinzip werden Fehler im Prozess oder in der Datenerfassung nicht – wie bei der Bruto-Netto-Rechnung – durch den Lagerbestand ausgeglichen. Um frühzeitig Probleme zu erkennen und  Engpässe in der Materialversorgung zu vermeiden, werden bei 'ungewöhnlichen' Abweichungen Warnmeldungen (Alerts) erzeugt. So können Ober- und Untergrenzen für den Lagerbestand festgelegt werden; sobald diese über- oder unterschritten werden, wird ein Warnhinweis ausgegeben und der verantwortliche Mitarbeiter (z. B. ein Disponent) kann dann prüfen, ob es echte Belieferungsprobleme gibt oder ob eventuell ein Erfassungsfehler im Lager vorliegt oder ob eine falsche Bedarfsrechnung oder ein Stücklistenfehler der Grund für die Warnung ist.

## Fortschrittszahl und Lieferketten
Die Fortschrittszahlen sind Bestandteil der VDA-Nachrichten zur Übermittlung von Bedarfen zwischen den Automobilherstellern und Lieferanten (s. Lieferabruf). Die kumulativen Bedarfsmengen werden für die vereinbarten Zählpunkte zwischen den beteiligten Herstellern und ihren Lieferanten per EDI ausgetauscht. Als gemeinsamer Zählpunkt wird bisher meist der Wareneingang beim OEM gewählt, weil hier die Erfassungsgenauigkeit besonders gut ist. Bei den neuen Liefer- und Logistikkonzepten wird inzwischen auch der Warenausgang beim Lieferanten gewählt, um dadurch frühzeitiger SOLL-IST-Abweichungen zu erkennen. Durch die Vorlaufrechnung mit Hilfe der Durchlaufzeiten kann auch ein ausgedehnter Produktions- und Materialfluss (s. a. Lieferkette) konsistent geplant und überwacht werden, wodurch zugleich auch ein Peitscheneffekt weitgehend vermieden werden kann.